# Esteban Gabriel Merino
Esteban Gabriel Merino (Santisteban del Puerto, 1472 – Roma, 28 luglio 1535) è stato un cardinale e patriarca cattolico spagnolo.

## Biografia

### Origini e formazione
Nacque a Santisteban del Puerto, in Andalusia, da una famiglia di umili origini originaria di León, Alonso Merino e Mayor de Amorcuende: suo padre era un soldato arruolato nelle truppe impegnate a scacciare i mori di Granada dalla Spagna. Dopo la morte del padre, nel 1490 accompagnò a Roma un sacerdote amico di famiglia, iniziando a prestare servizio presso le dimore del cardinale Ascanio Sforza del quale conquistò via via la fiducia. Nel 1500 seguì in Lombardia il cardinale, accorso per affiancare suo fratello Ludovico nel tentativo di riprendere possesso del ducato di Milano dalle pretese francesi. I due furono però presi dai francesi e tradotti in prigione a Bruges. Liberato all'inizio del 1502, Esteban tornò a Roma con il suo protettore e partecipò come suo conclavista al conclave del settembre e a quello dell'ottobre 1503.

### Attività diplomatica a servizio di Giulio II
Poco prima della morte di Ascanio Sforza fu nominato protonotario apostolico. In seguito entrò nelle grazie del cardinale Francesco Alidosi e persino di papa Giulio II, il quale nell'agosto 1506 lo inviò in missione diplomatica a Firenze con il mandato di chiedere sostegno al tentativo papale di sottrarre Bologna alla signoria dei Bentivoglio e ricondurla sotto il diretto controllo pontificio. Poche settimane dopo fu inviato a Napoli per incontrare Ferdinando II d'Aragona e assicurarsi anche il suo supporto militare. L'impegno del Merino venne premiato con la concessione del titolo di arcidiacono di Baeza, nella diocesi andalusa di Jaén, e di nunzio apostolico. In tale veste ebbe modo di trattare con Ferdinando II anche la costituzione di lega papale contro Venezia. Nel 1509 accompagnò il cardinale Alidosi all'incontro con il re francese Luigi XII, impegnato in Italia nella guerra della Lega di Cambrai.
Nel 1511, morto Alidosi, entrò a servizio presso il cardinale veneto Marco Corner, del quale fu conclavista al conclave del 1513 che si tenne per la morte di Giulio II. Papa Leone X, appena eletto, lo nominò arcivescovo di Bari e Canosa, pur concedendogli di mantenere l'incarico di protonotario apostolico.

### Episcopato
Esteban Merino fu arcivescovo di Bari per diciassette anni, dal 9 maggio 1513 al 2 settembre 1530. Attese però la fine del 1514 per compiere la prima visita nell'arcidiocesi, che peraltro probabilmente non amava, dato che si impegnò alacremente perché Ferdinando II d'Aragona gli concedesse il diritto di successione nella diocesi di Jaén; ma la morte del sovrano spagnolo vanificò i suoi tentativi. Nominato vescovo quando era ancora in stato laicale, Merino fu ordinato sacerdote e poi consacrato. Prese parte a diverse sessioni del concilio Lateranense V sino alla sua chiusura, nel 1517. Il 17 dicembre 1516 era stato intanto nominato anche vescovo della diocesi di León da lungo tempo vacante, sia pure con un beneplacito reale limitato a un solo biennio. Papa Leone X non si privò tuttavia delle abilità diplomatiche del Merino, al quale affidò il delicato incarico di negoziare un accordo con il cardinale senese Alfonso Petrucci. Costui, timoroso degli effetti che la vicinanza tra Stato Pontificio e signoria di Firenze avrebbe potuto avere per Siena, stava infatti tentando di tessere un'alleanza con il ducato di Urbino e la signoria di Perugia allo scopo di limitare le mire espansionistiche del pontefice. Il successo dell'iniziativa diplomatica valse a Merino il plauso del papa, che lo dispensò dal lasciare la diocesi di León al termine del biennio per il quale era stato nominato.

### Al servizio di Carlo V
Morto nel 1520 il vescovo di Jaén Alonso Suárez de la Fuente del Sauce, si crearono i presupposti perché Esteban Merino fosse nominato vescovo della sua diocesi di origine. Nonostante i molti intermediari che peroravano la sua causa, si dovette tuttavia attendere sino al giugno 1523 perché il sovrano spagnolo, l'imperatore Carlo V d'Asburgo, si risolvesse a concedergli il trasferimento a Jaén. L'anno prima, papa Adriano VI lo aveva nominato nunzio apostolico a Parigi incaricandolo di mediare tra il sovrano spagnolo e Francesco I di Francia. Nell'esercizio dell'incarico, tuttavia Esteban Merino aveva assunto posizioni palesemente filospagnole al punto che, con la morte del pontefice a settembre 1523, assunse apertamente il ruolo di mediatore per conto dell'imperatore nella contesa con la Francia.
In seguito Carlo V lo nominò provveditore generale dell'Armada. In tale veste, negli anni 1529-1530 Merino dovette sovrintendere alla missione in Italia dell'imperatore. Costui, dopo il fallimento della lega di Cognac, che era stata messa su dal nuovo pontefice Clemente VII in funzione antiasburgica, aveva stipulato col papa la pace di Barcellona, che sanciva la sua supremazia in Italia: grande fu pertanto il valore simbolico dell'incoronazione di Carlo V a Bologna, nel 1530.
Il 2 settembre 1530 Esteban Merino succedette ad Antonio de Rojas Manrique quale patriarca delle Indie Occidentali. Contestualmente lasciò la guida dell'arcidiocesi di Bari, che aveva retto pro forma per diciassette anni

### Cardinalato
Nel concistoro del 21 febbraio 1533, Papa Clemente VII elevò Esteban Merino al rango di cardinale, affidandogli dapprima il titolo di San Vitale e dal 5 settembre 1534 quello dei Santi Giovanni e Paolo. La nomina rispondeva ad una richiesta espressa di Carlo V ed infatti il cardinale Merino si mostrò particolarmente zelante nel curarne gli interessi: nei primi mesi brigò invano perché il papa non incontrasse Francesco I di Francia al matrimonio di suo figlio Enrico con Caterina de' Medici.
Poco dopo, in seguito della morte di Clemente VII prese parte al breve conclave del 1534 e contribuì ad eleggere al soglio pontificio il cardinale decano Alessandro Farnese, il quale si impose il nome di Paolo III.
Il 28 luglio 1535 Esteban Merino morì a Roma all'età di 63 anni. Da poche settimane era stato nominato anche vescovo di Gaeta.